# Karol Bogucki
Karol Bogucki, poljski general, * 1868, † 1940.